# 애스턴 마틴 F1
애스턴 마틴은 영국의 자동차 생산업체로 과거부터 현재까지 다양한 형태로 F1에 참가해왔다. 가장 처음 F1에 참가한 시즌은 1959년 시즌으로 자체 제작한 엔진을 사용한 DBR4 섀시로 참가했다. 하지만 어떠한 포인트도 획득하는데 실패했고 또한 그 다음 시즌에도 시즌 내내 형편없는 성적에 두 시즌 동안 단 1점의 포인트도 얻지 못한채 결국 1960년 시즌을 끝으로 애스턴 마틴은 F1 시장에서 철수했다.
2020년, 레이싱 포인트 F1 팀의 회장이었던 로렌스 스트롤이 기존의 팀을 애스턴 마틴으로 리브랜딩하기로 함에 따라 애스턴 마틴은 60년만에 다시 F1에 참가하게 되었다.
2023 시즌에는 메르세데스의 엔진에 애스턴 마틴의 AMR23 섀시를 사용하며 팀 감독은 룩셈부르크출신의 마이크 크랙이 맡게 되고, 메인 드라이버는 2023 시즌에 영입한 스페인의 페르난도 알론소와 팀의 회장인 로렌스 스트롤의 아들 랜스 스트롤이 맡는다.